# Pua Magasiva
Pua Magasiva (Apia, 10 de agosto de 1980 — Wellington, 11 de maio de 2019) foi um ator samoano, naturalizado neozelandês. Seu papel mais conhecido foi em Power Rangers: Ninja Storm interpretando o personagem Shane Clarke.

## Biografia
Pua nasceu em Apia, Samoa, mas foi criado em Wellington, Nova Zelândia, desde que tinha dois anos de idade, país no qual conseguiu sua naturalização. Ele é irmão do também ator Robbie Magasiva.

### Carreira
Seu primeiro trabalho como ator foi em 2001, mas seu papel de maior destaque foi em 2003, quando ficou conhecido na série Power Rangers: Tempestade Ninja como Shane Clarke, o Ranger do Vento Vermelho. Em entrevistas revelou que seu irmão mais velho foi sua inspiração para iniciar sua carreira artística.
Em 2007 Pua trabalhou no filme de terror 30 Dias de Noite. Em 2009, fez aparições em Diplomatic Immunity e em Outrageous Fortune. No ano de 2011, ele retomava o papel de Vinnie Kruse, na série Shortland Street (que originalmente ele fazia parte em 2003) e que ainda é recorrente. Seus mais recentes trabalhos são nos filmes: Panic at Rock Island e Sione's 2: Unfinished Buisness.

## Vida pessoal
Pua começou a namorar a modelo britânica Kourtney em 2007, e foram morar juntos em 2009. Em 2010 nasceu, em Wellington, a única filha do casal, Jasmine Magasiva. Em 2012 casou-se com Kourtney em Samoa, seu país natal, o qual não visitava desde seus dezessete anos. Após oficializarem a união, realizaram a festa do casamento em uma praia da região. Após um mês de férias no país, voltaram para a Nova Zelândia.

## Morte
O ator foi encontrado morto, em sua casa no dia 11 de maio de 2019 de morte súbita.

## Filmografia

### Filmes
| Ano  | Filme                          | Papel             | Notas          |
| ---- | ------------------------------ | ----------------- | -------------- |
| 2001 | O Outro Lado do Céu            | Finau             |                |
| 2001 | Aidiko Insane                  | Phoebus           |                |
| 2004 | Haka & Siva                    | Siva              | Curta-metragem |
| 2006 | Sione's Wedding                | Sione             |                |
| 2006 | Uso                            | Ranatonga         | Curta-metragem |
| 2007 | 30 Days of Night               | Malekai Hamm      |                |
| 2010 | Matariki                       | Sergeant Wolfgram |                |
| 2011 | Panic at Rock Island           | TK                |                |
| 2012 | Sione's 2: Unfinished Business | Sione             |                |

### Televisão
| Ano                              | Seriado/Novela              | Papel                                                               | Notas                            |
| -------------------------------- | --------------------------- | ------------------------------------------------------------------- | -------------------------------- |
| 1992; 1999; 2003–2006; 2011–2018 | Shortland Street            | Elvis Iosefa (1992, 1999) Nurse Vinnie Kruse (2003–2006, 2011–2018) | 308 episódios                    |
| 2002                             | Unfinished Business         | Greg                                                                |                                  |
| 2003                             | Power Rangers: Ninja Storm  | Shane Clarke (Ranger Vermelho)                                      | 38 episódios                     |
| 2004                             | Power Rangers: Dino Thunder | Shane Clarke (Ranger Vermelho)                                      | 2 episódios                      |
| 2004                             | What Now?                   | Ele mesmo                                                           | 1 episódio – Episódio #23 temp.2 |
| 2009                             | Diplomatic Immunity         | The Niu                                                             | 1 episódio – Boris the Spider    |
| 2009                             | Outrageous Fortune          | Issac                                                               | 5 episódios                      |
| 2011                             | East West 101               | Pua                                                                 | 1 episódio – Pua                 |
| 2013–2019                        | Small Blacks TV             | Ele mesmo                                                           |                                  |
| 2014                             | Flat3                       | Winston                                                             | 1 episódio – The Game            |

### Video-games
| Ano  | Game                       | Papel           | Notas |
| ---- | -------------------------- | --------------- | ----- |
| 2003 | Power Rangers: Ninja Storm | Ranger Vermelho |       |

## Trabalhos no Teatro
| Ano  | Obra                   | Personagem   | Diretor(a)      | Teatro           | Notas |
| ---- | ---------------------- | ------------ | --------------- | ---------------- | ----- |
| 2002 | Island Girls           | Jordan       | Oscar Kightley  | -                | -     |
| 2003 | Sex With Strangers     | Paul         | Colin Mitchell  | Herald Theatre   | -     |
| 2003 | Two Days In A Dream    | Sione        | Colin Moy       | Herald Theatre   | -     |
| 2008 | Where We Once Belonged | Lealofi      | Colin McColl    | Auckland Theatre | -     |
| 2011 | The Brothers Size      | Oshoosi Size | -               | Silo Theatre     | -     |
| 2011 | Well Hung              | Trev         | Ben Crowder     | -                | -     |
| 2011 | Pollyhood in Mumuland  | Lobo         | Goreti Chadwick | -                | -     |

## Premios e indicações
| Ano  | Prêmio              | Categoria                      | Resultado | Ref.  |
| ---- | ------------------- | ------------------------------ | --------- | ----- |
| 2004 | Cleo Magazine Award | Celebrity Bachelor of the Year | Indicado  | [ 3 ] |